# Tantilla ceboruca
Espèce
Tantilla ceboruca  est une espèce de serpents de la famille des Colubridae.

## Répartition
Cette espèce est endémique du Nayarit au Mexique.

## Description
L'holotype de Tantilla ceboruca, un mâle adulte, mesure 195 mm dont 35 mm pour la queue.

## Étymologie
Son nom d'espèce, ceboruca, fait référence au volcan Ceboruco où a été collecté le premier spécimen.

## Publication originale
- Canseco-Márquez, Smith, Ponce-Campos, Flores-Villela & Campbell, 2007 : A New Species of Tantilla (Squamata: Colubridae) of the Calamarina Group from Volcán Ceboruco, Nayarit, Mexico. Journal of Herpetology, vol. 41, n. 2, p. 220-224 (texte intégral).